# Viera Pavlíková
Viera Pavlíková (* 22. října 1943 Krupina) je slovenská herečka, která ztvárňuje zpravidla malé role babiček a důchodkyň v českých filmech a seriálech. Její nejvýznamnější rolí byla Edova babička ve Svěrákově filmu Po strništi bos, diváci ji však mohou znát také jako reptavou důchodkyni ze seriálu Doktor Martin a navazujících pořadů.

## Životopis
Viera Pavlíková se narodila v Krupině na Slovensku. Po studiích pracovala začala pracovat ve střižně, později moderovala dětský pořad Matelko. Roku 1978 nastoupila do trnavského Divadla Jána Palárika, kde účinkovala přes 30 let. Na představení dojížděla z Bratislavy, kde tehdy společně se svým manželem a dvěma dcerami bydlela. Po manželově smrti zůstala na výchovu dcer sama. Od 80. let se pravidelně objevuje na televizních obrazovkách a filmových plátnech, avšak obvykle jen v menších rolích.
V současné době žije u dcery v Praze, kam se přestěhovala poté, co přišla o svůj bratislavský byt. Dle svých slov žije běžný život důchodkyně.

## Filmografie
Zde je uveden přehled rolí, ve kterých se v průběhu své herecké kariéry Viera Pavlíková objevila:
- 2022: Srdce na dlani – důchodkyně
- 2022: Špunti na cestě – paní Ilona
- 2022: Podezření – pacientka v nemocnici
- 2020: Štěstí je krásná věc – paní Černá
- 2019: Strážmistr Topinka – paní Malá
- 2018: Doktor Martin: Záhada v Beskydech – paní Malá
- 2017: Po strništi bos – babička Součková
- 2015: Doktor Martin – paní Malá
- 2015: Sedmero krkavců – čarodějnice
- 2015: Vánoční Kameňák – důchodkyně Kropáčková
- 2015: Johančino tajemství – sudička
- 2014: Slovensko 2.0 – paní na pohřbu
- 2014: Duše – babička
- 2013: Kameňák 4 – důchodkyně Kropáčková
- 2013: Chlapi nepláčú – paní Pollnerová
- 2012: DonT Stop – babička Dejvida
- 2012: M.O. – babička
- 2011: Filmoviedky – vozíčkářka Lenka
- 2011: Vaříme s Alzheimerem – důchodkyně
- 2010: Bludičky – babička
- 2010: Rousek – babička
- 2010: M.O. – babička
- 2003: Želary – stará Kutinová
- 2000: Krajinka – Sibertova matka
- 1997: Len treba chcieť – důchodkyně
- 1988: Jubileum – stará paní
- 1981: Nevera po slovensky – Etela
- 1981: Paradajka za rohom – učitelka Vodová
- 1978: Strašidlo – stařenka
- 1974: Nový systém – služka
- 1969: Náhrdelník – paní
- 1965: Nylonový mesiac – Hanka
- 1964: Marína Havranová – služka Marka
- 1963: Mestečko Pimparapac – sousedka Běta